# Ernst Grieshofer
Ernst Grieshofer (* 9. Februar 1960 in Bad Aussee, Österreich) ist ein österreichischer Jazz- und Fusionmusiker (Schlagzeuger).

## Leben und Wirken
Grieshofer erhielt eine Kunstglaserausbildung bei Horst Jandl in Bad Aussee. 1980 entschloss er sich nach Graz zu gehen, wo er ein Studium der Psychologie und Soziologie begann und außerdem als Musiktherapeut arbeitete.
1982 gründete Grieshofer mit Armin Pokorn und Arne Marsel das Trio Tapiloguale. Ein Jahr später startete er sein erstes Soloprojekt.
Mit Arnoldo Moreno (git), Ismael Barrios und Reinhard Grube (Broadlahn) entstand die Gruppe Tiznao.
Zusammenarbeit mit Fernando Correa (guit.) in der Gruppe Curumin, Tangavan Latin Band, CD mit der Sängerin Melanie Bong (Fantasia) und dem Bassisten Adelhard Roidinger.
Anfang der neunziger Jahre arbeitete er mit dem Percussionisten Carl Potter (USA/Italy), Erich Gramshammer und Reinhard Grube in der Formation GRI GRA GRU.
Seit 1992 unterrichtet Grieshofer im BORG Monsberger in Graz, sowie in der HIB Liebenau in Graz, als auch im BORG Kindberg und im Abteigymnasium Seckau, Schlagzeug.
2004 stieg er in die äußerst erfolgreiche Jazzband No Limit ein.
Seit 2007 arbeitet er mit Gerd Schuller (Kommissar Rex) zusammen; 2015 arbeitete er mit der Formation Keytrio, mit Gerd Schuller (Keyboards) und Robert Riegler(Bass).
2010 nahm Grieshofer mit dem bekannten Kammerensemble The Philharmonics die CD Souvenir de Boheme auf.
Seit 2013 spielt Ernst Grieshofer auch in der Hardrockband The Perfect Strangers aus Barcelona, sowie mit dessen Leader Peter Mayer im PMP (Peter Mayer Projekt).
Mit Iggy Stone and the Steam wurde 2014 ebenfalls ein neues Album eingespielt. Ferner kam es zur Zusammenarbeit und Konzerten mit Jörg-Martin Willnauer unter dem Motto Mundwerk und Schlagwerk.

## Diskographie (Auswahl)
- Tangavan Latinband 1988
- Attenzione (mit Edgar Peer) 1994
- Die Geierwally 1996
- Quadrat 1996
- No Limit 2006
- Clarinettissimo 2007
- Keytrio "Modern Times" 2008
- The Philharmonics "Souvenir de Boheme" 2010
- Keytrio "Pandora" 2011
- Mystic Drums Solo 2013
- Styrian Songbook 2015
- Keytrio according to the motto  2017